# Luiz Razia
Luiz Tadeu Razia Filho (Barreiras, 4 april 1989) is Braziliaans autocoureur. 

## Carrière

### Vroege carrière
Razia begint zijn autosportcarrière in het Zuid-Amerikaanse Formule 3-kampioenschap. Verder komt hij op dit continent uit in de Formule Renault, met wisselende successen. Vanwege zijn resultaten wordt hij echter wel de "rookie-driver" van A1 Team Brazilië.

### Euroseries 3000
In 2007 komt Razia naar Europa, om deel te nemen aan de Euroseries 3000. Hij komt twee jaar uit in deze klasse, met als beste klassering een 2e positie. Zijn beste resultaat in het kampioenschap is een vierde plaats in 2008.

### GP2 Series
In 2006 mag Razia eenmalig een GP2 wagen besturen tijdens een test op Jerez. Hij maakt echter pas in 2008 zijn debuut, voor het Arden International team in de GP2 Asia Series. Zijn beste resultaat is een zesde positie.
In 2009 komt hij uit in de Main Series, voor het FMS International team van Giancarlo Fisichella. Hij weet 1 race te winnen, en eindigt als negentiende in het kampioenschap.
Het seizoen 2009/2010 komt Razia weer uit in de Asia Series, ditmaal voor het team Addax.

### Formule 1
Op 15 december 2009 wordt bekendgemaakt dat Razia in 2010 reservecoureur is bij het nieuwe Virgin Racing Formule 1 team. In 2011 stapte hij over naar Team Lotus als testrijder. Ook mag hij af en toe op de vrijdag voor de race testen, in China op het circuit van Shanghai deed hij dit voor het eerst.
Op 6 februari 2013 maakte het Marussia F1 Team bekend dat Razia in 2013 voor het team gaat rijden. De Braziliaan kon echter niet aan zijn financiële verplichtingen voldoen, waardoor het team hem nog vóór de eerste race besloot te vervangen door Jules Bianchi.

#### Totale Formule 1-resultaten
| Seizoen | Inschrijving | Chassis    | Motor               | 1   | 2   | 3      | 4   | 5   | 6   | 7   | 8   | 9   | 10  | 11  | 12  | 13  | 14  | 15  | 16  | 17  | 18  | 19     | Pos | Punten |
| ------- | ------------ | ---------- | ------------------- | --- | --- | ------ | --- | --- | --- | --- | --- | --- | --- | --- | --- | --- | --- | --- | --- | --- | --- | ------ | --- | ------ |
| 2011    | Team Lotus   | Lotus T128 | Renault RS27 2.4 V8 | AUS | MAL | CHN TC | TUR | ESP | MON | CAN | EUR | GBR | GER | HUN | BEL | ITA | SIN | JPN | KOR | IND | ABU | BRA TC | -   | -      |